# Líbano en los Juegos Paralímpicos de Pekín 2008
Líbano estuvo representado en los Juegos Paralímpicos de Pekín 2008 por un deportista masculino.

## Medallistas
El equipo paralímpico libanés obtuvo las siguientes medallas:
| Nombre         | Deporte          | Evento                      |
| -------------- | ---------------- | --------------------------- |
| Oro            |                  |                             |
| —              |                  |                             |
| Plata          |                  |                             |
| —              |                  |                             |
| Bronce         |                  |                             |
| Edward Maalouf | Ciclismo en ruta | Ruta HC B masculino         |
| Edward Maalouf | Ciclismo en ruta | Contrarreloj HC B masculino |